# マコガレイ
マコガレイ（真子鰈、学名：Pseudopleuronectes yokohamae）は、カレイ目カレイ科に分類される魚の一種。真子は卵巣のこと。

## 名称
地方名に、城下かれい。種小名 yokohamae はかつて横浜近海に多く棲息したことに由来するが、近年は個体数が減少している。

## 分布
北海道南部から大分県、東シナ海北部、渤海。

## 特徴
体長は45-50cm。眼のある側の体色は黒褐色。両眼間隔に鱗がある。無眼側の尾柄部縁辺は黄色くならない。
水深100m以下の浅い海の砂泥底に生息し、底生動物を食べる。2014年の仙台湾における調査では、餌は多毛類が主であるが、昼は多毛類を、夜は二枚貝の水管を主に捕食していることが示された。11月から翌年2月に粘性沈着卵を産む。

## 近縁種
- クロガシラガレイ Pseudopleuronectes schrenki (Herzenstein, 1890)
- クロガレイ Pseudopleuronectes obscurus (Schmidt, 1904)
- マガレイ Pseudopleuronectes herzensteini (Jordan & Snyder, 1901)

## 利用
旬は初夏。子持ちガレイとしては冬場。